# هنري بيرسي (إيرل نورثمبرلاند الثالث)
هنري بيرسي، إيرل نورثمبرلاند الثالث (بالإنجليزية: Henry Percy, 3rd Earl of Northumberland)‏ كان ابن هنري بيرسي، إيرل نورثمبرلاند الثاني من زوجته إليانور نيفيل .